# 4-й Вешняковский проезд
4-й Вешняко́вский прое́зд — проезд в Москве в Рязанском районе.

## Описание

### Происхождение названия
До 1930-х годов называлась Семёновской улицей в честь бывшего села Семёновское на месте слободы Семёновского полка. Впоследствии была переименована в Советскую улицу в честь СССР. Переименована в 4-й Вешняковский проезд 20 мая 1964 года одновременно с вхождением посёлка Вешняки в состав Москвы, для устранения одноимённости с другими улицами иных поселений, вошедших в состав Москвы в 1960 году. Происхождение названия то же, что и Вешняковская улица.

### Расположение и транспортное обслуживание
4-й Вешняковский проезд пролегает от Рязанского проспекта до Вешняковской площади. Общественный городской транспорт по 4-му Вешняковскому проезду не проходит.

## Здания и сооружения
На 4-м Вешняковском проезде расположено 20 зданий.

### По нечётной стороне
- № 1к1 — Московский дом общественных организаций, ФКС-Фасад, РОО Ветеранов Государственного и Муниципального управления Москвы.
- № 1к2 — Школа № 329 с дошкольным отделением, 1-й корпус.
- № 3с1 — Школа № 329, Сервис Ритуал.
- № 5к1 — Ремонт телевизоров, Орион.
- № 5к4 — ТЛК Вектра, Клуб любителей собак Феникс.

### По чётной стороне
- № 4 — Финансовый университет при Правительстве РФ, Факультет налогов и налогообложения при ФинУНЕ, Библиотека при ФинУНЕ.
- № 6 — Школа № 329.
- № 8 — Партнер.